# لئونارد لایشینگ
لئونارد لایشینگ (انگلیسی: Leonard Leisching; ۱۱ سپتامبر ۱۹۳۴ – ۲۵ فوریهٔ ۲۰۱۸) بوکسور، و بازیکن فوتبال اهل آفریقای جنوبی بود.